# Bayers
Bayers è una frazione del comune di Aunac-sur-Charente, nel dipartimento della Charente, nella regione della Nuova Aquitania; in precedenza comune autonomo, il 1º gennaio 2017 è confluito insieme agli ex comuni di Aunac e Chenommet nel nuovo comune di Aunac-sur-Charente. 

## Società

### Evoluzione demografica
Abitanti censiti